# Hastula imitatrix
Hastula imitatrix é uma espécie de gastrópode do gênero Hastula, pertencente a família Terebridae.